# Jonathan Beare
Jonathan Beare, né le 10 mai 1974 à Toronto (Canada) et mort le 5 octobre 2023, est un rameur canadien.
Il obtient la médaille de bronze olympique en 2008 à Pékin en quatre sans barreur poids léger.